# Janusz Korwin-Mikke
Janusz Ryszard Korwin-Mikke, krótko Korwin (ur. 27 października 1942 w Warszawie) – polski polityk, publicysta i brydżysta, z wykształcenia filozof. Poseł na Sejm I i IX kadencji (1991–1993 i 2019–2023) oraz Poseł do Parlamentu Europejskiego VIII kadencji (2014–2018), założyciel i prezes kilku partii. Kandydat na urząd prezydenta RP w wyborach w 1995, 2000, 2005, 2010 i 2015.
W czasach PRL zajmował się aktywizmem, za który w latach 60. XX wieku był dwukrotnie więziony; potem działał m.in. wydawniczo, do lat 80. będąc członkiem Stronnictwa Demokratycznego. Od początku III RP startował w 29 wyborach, w tym pięciokrotnie na urząd prezydenta RP – we wszystkich kolejnych głosowaniach w latach 1995–2015. Trzykrotnie jego kandydatury się powiodły – był posłem na Sejm I i IX kadencji (1991–1993, 2019–2023) oraz posłem do Parlamentu Europejskiego VIII kadencji (2014–2018). Prezes założonych przez siebie partii: Unia Polityki Realnej (UPR; 1990–1997, 1999–2002), Wolność i Praworządność (WiP; 2009–2011), Kongres Nowej Prawicy (KNP; 2011–2015), Koalicja Odnowy Rzeczypospolitej Wolność i Nadzieja (KORWiN; 2015–2022, późniejsza Nowa Nadzieja) oraz Konfederacja Odnowy Rzeczypospolitej Wolność i Niepodległość (KORWiN; od 2024). W latach 2019–2023 był także jednym z liderów federacyjnej partii Konfederacja Wolność i Niepodległość.
Swoje opinie propagował przez książki, czasopisma – m.in. założony przez siebie tygodnik „Najwyższy Czas!” – oraz wystąpienia publiczne, blogi, vlogi i media społecznościowe.

## Życiorys

### Pochodzenie i młodość
Część jego rodziny pochodziła ze Szwecji, następnie zamieszkiwała Saksonię; osiedliła się w Polsce w czasach saskich. Janusz Korwin-Mikke urodził się 27 października 1942 w okupowanej przez Niemców Warszawie jako jedyne dziecko Ryszarda Mikkego (1911–1966) oraz Marii z Rosochackich (1917–1944). Jego ojciec przed wojną był kierownikiem wydziału konstrukcji silników w Państwowych Zakładach Lotniczych. Stryjem Janusza był pułkownik Tadeusz Mikke, który poległ w kampanii wrześniowej. Po śmierci matki podczas powstania warszawskiego jego wychowaniem zajęła się babka (ojciec został po wojnie na rok osadzony w więzieniu), a następnie macocha.
Uczył się w VI Liceum Ogólnokształcącym im. Tadeusza Reytana w Warszawie, w którym w 1959 uzyskał maturę. W szkole średniej wstąpił do 1 Warszawskiej Drużyny Harcerskiej im. Romualda Traugutta „Czarna Jedynka”. Po zdaniu egzaminu dojrzałości rozpoczął studia na Wydziale Matematyki Uniwersytetu Warszawskiego i od drugiego roku studiów matematycznych zaczął uczęszczać na zajęcia na drugim kierunku – filozofii – na Wydziale Filozofii i Socjologii tej samej uczelni. 13 kwietnia 1964 za kolportaż ulotek wzywających do wiecu przeciwko represjom wobec sygnatariuszy Listu 34 został zatrzymany i następnie tymczasowo aresztowany do 23 kwietnia 1964. Po opuszczeniu aresztu okazało się, że Służba Bezpieczeństwa zabrała z uczelni jego dokumenty. Uniemożliwiło mu to dalsze studiowanie matematyki, chociaż do uzyskania absolutorium zabrakło dwóch egzaminów. Otrzymał jednakże drugi indeks i przez kolejne lata zaliczał przedmioty na kierunkach: prawo, socjologia, psychologia i filozofia. W marcu 1968 w związku z udziałem w protestach studenckich został powtórnie aresztowany (przetrzymywany w areszcie do lipca tegoż roku) i relegowany z uczelni. Dzięki wstawiennictwu dziekana Wydziału Filozofii i Socjologii Klemensa Szaniawskiego odzyskano skonfiskowane przez SB dokumenty studenckie. W rezultacie tych działań mógł wznowić naukę w trybie eksternistycznym. W 1969 uzyskał tytuł zawodowy magistra filozofii na podstawie pracy pt. Metodologiczne aspekty poglądów Stephena Toulmina, napisanej pod kierunkiem Henryka Jankowskiego. Pozostałych kierunków studiów nie dokończył.
W latach 1969–1974 był pracownikiem naukowym – najpierw w Instytucie Transportu Samochodowego, następnie na Uniwersytecie Warszawskim w Zespole Badań nad Informacją i Techniką Podejmowania Decyzji kierowanym przez Klemensa Szaniawskiego. Po rozwiązaniu zespołu i zwolnieniu wszystkich pracowników przez władze UW nie odwołał się od tej decyzji, co uczynili jego koledzy, którzy dzięki wsparciu ze strony związków zawodowych zostali przywróceni do pracy na uczelni. W poszukiwaniu źródeł utrzymania wznowił karierę zawodowego brydżysty (z gry w brydża utrzymywał się także na studiach). Efektem wysokiego poziomu gry był awans do kadry narodowej. Źródłem dochodów były również w tym czasie honoraria ze sprzedaży podręczników brydżowych. W brydżu uzyskał tytuł mistrza krajowego.
Wraz z mistrzem świata Andrzejem Macieszczakiem napisał pięć podręczników brydżowych pod nazwiskiem Janusz Mikke. Autor felietonów publikowanych w miesięczniku „Brydż” (które w 1993 ukazały się w zbiorze pt. Pewnego razu...).

### Działalność polityczna

#### PRL

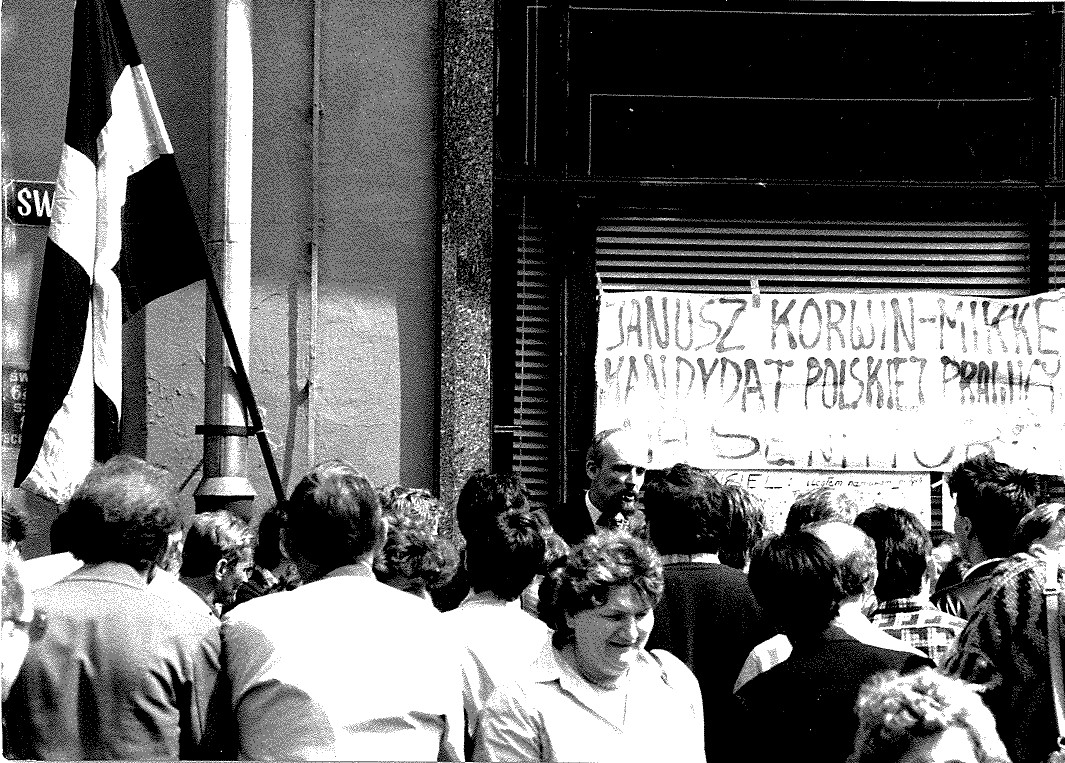
Demonstracja Janusza Korwin-Mikkego we Wrocławiu (1989)

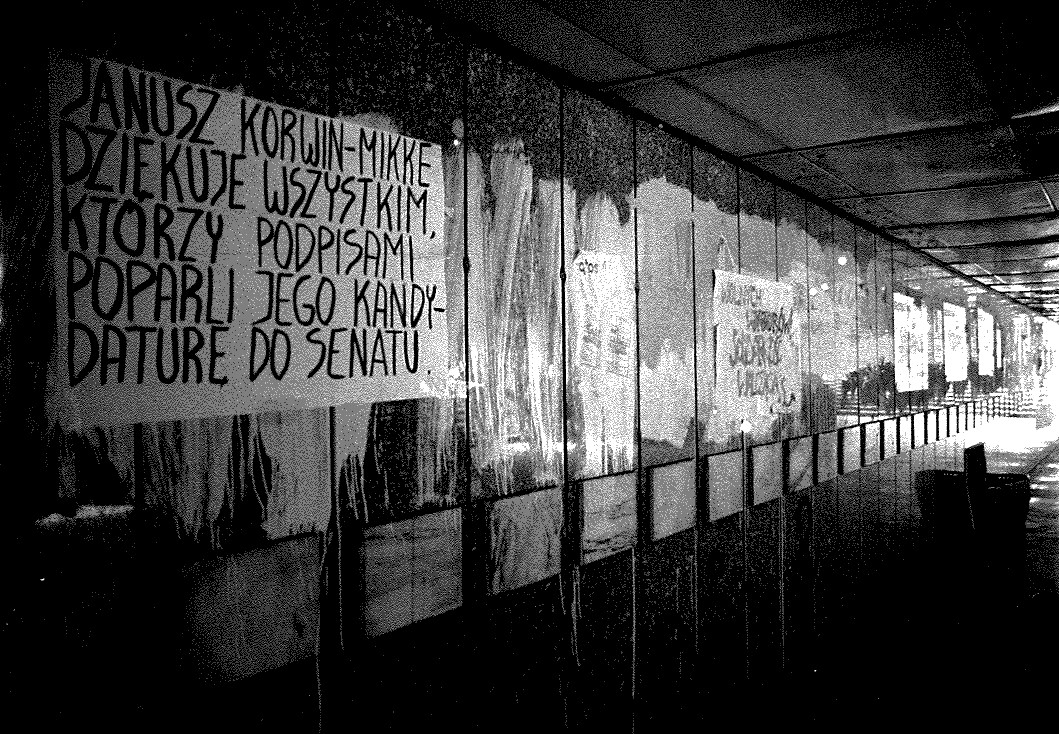
Plakat z podziękowaniami za oddane głosy na Janusza Korwin-Mikkego w wyborach do Senatu (1989)

W 1957 należał do Związku Młodzieży Socjalistycznej. W latach 1962–1982 należał do Stronnictwa Demokratycznego, z którego wystąpił w okresie stanu wojennego, na znak protestu przeciwko poparciu przez SD w Sejmie ustawy o przymusie pracy (tzw. ustawa anty-pasożytnicza).
Dwudziestoletni okres członkostwa – jako szeregowy członek – w tej organizacji uzasadniał (oprócz chęci działalności politycznej) możliwością dostępu do wewnętrznego biuletynu informacyjnego (z przedrukami artykułów zagranicznych) oraz tolerowaniem przez władze SD jego działalności opozycyjnej.
Po nieudanych próbach wpływu na ruch „Solidarność” zaczął go krytykować.
W 1978 założył Officynę Liberałów (wydawnictwo drugiego obiegu). Do momentu wprowadzenia stanu wojennego wydawnictwo opublikowało około 25 książek i broszur, niemal wyłącznie polskich autorów, najczęściej o tematyce ekonomicznej (w tym mało znane dzieła autorstwa Adama Heydla oraz Ferdynanda Zweiga przypominające tradycje polskiej myśli liberalnej okresu międzywojennego), a także bieżącą publicystykę polityczną (np. pracę Stanisława Ehrlicha). Officyna Liberałów publikowała również książki sprzedawane w kilku tysiącach egzemplarzy, np. W cieniu Katynia Stanisława Swianiewicza. Największa liczba pozycji o problemach społeczno-politycznych Polski została napisana przez samego Janusza Korwin-Mikkego. Także w 1978 rozpoczęło działalność prywatne seminarium „Prawica-Liberalizm-Konserwatyzm”, które funkcjonowało przez kilka lat w mieszkaniu Janusza Korwin-Mikkego w Warszawie. Uczestnikami seminarium byli studenci warszawskich uczelni, m.in. Piotr Aleksandrowicz, a tematyka zajęć dotyczyła zagadnień funkcjonowania państwa liberalnego.
Razem ze swoim stryjem, publicystą katolickim Jerzym Mikkem, próbował przyłączyć się do tzw. komisji ekspertów przy komitecie strajkowym stoczniowców szczecińskich w sierpniu 1980. Szefowie komisji dokooptowali do swego grona tylko stryja, jednocześnie rezygnując z zaproponowanej przez Janusza Korwin-Mikkego współpracy. Decyzję swą uzasadnili jego nieodpowiedzialnością i ekscentrycznością poglądów. Kiedy próbował sprzedawać wśród strajkujących robotników swoje wydawnictwa, został siłą usunięty z terenu zakładu. W późniejszym czasie został doradcą NSZZ Rzemieślników Indywidualnych „Solidarność”. Umożliwiło mu to wzięcie udziału w I Krajowym Zjeździe Delegatów NSZZ „Solidarność”, który odbył się we wrześniu i październiku 1981 w Gdańsku. Skrytykował tam decyzje podjęte przez zjazd z powodu uchwalenia jednocześnie dwóch sprzecznych w jego ocenie programów gospodarczych: mieszanego modelu planowo-rynkowego autorstwa Stefana Kurowskiego oraz propozycji utrzymania ekonomiki socjalistycznej zaproponowanej przez Ryszarda Bugaja i Waldemara Kuczyńskiego. Jego zdaniem ta dwoistość poglądów świadczyła o słabości całej organizacji. W 1981 opublikował swoje postulaty na XII Kongres Stronnictwa Demokratycznego w broszurze pt. Mała niebieska książeczka. Wezwał członków SD do odrzucenia ideologii PZPR i wprowadzenia w Polsce zasad wolnego rynku. Nawoływał również do przyjęcia nowych wzorców ideowych i oparcia programu tej partii na twórczości ekonomisty Adama Krzyżanowskiego, dawnego członka SD. Podjęcie postulowanych przez niego działań miało doprowadzić – jego zdaniem – do przekształcenia SD w dużą partię konserwatywno-liberalną. Nowe władze SD nie podjęły żadnego z przedstawionych przez niego postulatów. W 1981 powołał do życia Narodową Federację na rzecz Wolnej Gospodarki, której celem miało być popularyzowanie idei konserwatywnego liberalizmu w Polsce. Sygnatariuszami federacji byli m.in. Edward Lipiński, Stefan Kisielewski, Gabriel Janowski i Jacek Maziarski. Przygotowania do ogólnopolskiego zjazdu stowarzyszenia przerwało wprowadzenie stanu wojennego.
W marcu 1982 został zatrzymany za kolportaż wydawnictw drugiego obiegu, a następnie internowany w Białołęce na okres od 9 kwietnia do 13 lipca 1982. W czasie pobytu w ośrodku odosobnienia poznał się ze Stanisławem Michalkiewiczem. Po zwolnieniu z internowania podpisał tzw. deklarację lojalności. W okresie stanu wojennego kontynuował działalność Officyny Liberałów. Znakiem firmowym wydawnictwa była seria „Biblioteczka Laureatów Nobla”, w ramach której ukazywały się m.in. publikacje ekonomistów liberalnych: Friedricha von Hayeka oraz Miltona Friedmana. W 1984 postanowił wznowić niejawną działalność polityczną i założył wraz ze Stefanem Kisielewskim Partię Liberałów „Prawica”, jednak przedsięwzięcie to zakończyło się niepowodzeniem. W 1986 Janusz Korwin-Mikke rozpoczął wydawanie kwartalnika konserwatywno-liberalnego „Stańczyk”. Zaczęli w nim publikować autorzy wywodzący się z kilku ośrodków myśli konserwatywno-liberalnej w kraju (w tym Mirosław Dzielski), co sprzyjało wymianie poglądów oraz integracji tych środowisk i wkrótce doprowadziło do powstania nowej organizacji politycznej. W 1987 został koordynatorem nowo powstałego Ruchu Polityki Realnej (w 1989 przekształconego w Unię Polityki Realnej). 14 listopada 1987 listę sygnatariuszy RPR podpisało 15 osób, m.in.: Krzysztof Bąkowski, Ryszard Czarnecki, Tomasz Gabiś, Stefan Kisielewski, Andrzej Maśnica, Stanisław Michalkiewicz, Janusz Korwin-Mikke, Andrzej Sadowski oraz Robert Smoktunowicz. Za najwyższą wartość uczestnicy RPR uznali wolność. Zadeklarowali, iż pragną, aby RPR stał się koalicją konserwatystów, liberałów, ludowców, monarchistów i narodowców. W 1988 Janusz Korwin-Mikke otrzymał zaproszenie jako przedstawiciel RPR (razem z Robertem Smoktunowiczem) do wzięcia udziału w odbywającym się we wrześniu tego roku w Pizie Kongresie Międzynarodówki Liberalnej. Zasiadł obok Aleksandra Halla, Gabriela Janowskiego, Tadeusza Syryjczyka, Donalda Tuska i Janusza Zabłockiego w prezydium pierwszego Kongresu Liberałów, który obradował 10–11 grudnia 1988 w Gdańsku. Krytykował grupę liberałów z Donaldem Tuskiem za wsparcie udzielone strajkom robotniczym z połowy tego roku.
Przystąpił do powołanego 18 grudnia 1988 Komitetu Obywatelskiego przy Lechu Wałęsie. W 1989 wziął udział w konkursie ogłoszonym przez Centralny Urząd Planowania na projekt systemu podatkowego w Polsce i zdobył w nim I nagrodę. System był oparty na podatkach: olborze, podymnym, łanowym i pogłównym. W wyborach parlamentarnych w tym samym roku kandydował do Senatu w województwie wrocławskim (konkurując m.in. z kandydatami wspieranymi przez Komitet Obywatelski i „Solidarność”). W głosowaniu zajął 9. miejsce spośród 11 kandydatów.

#### III RP

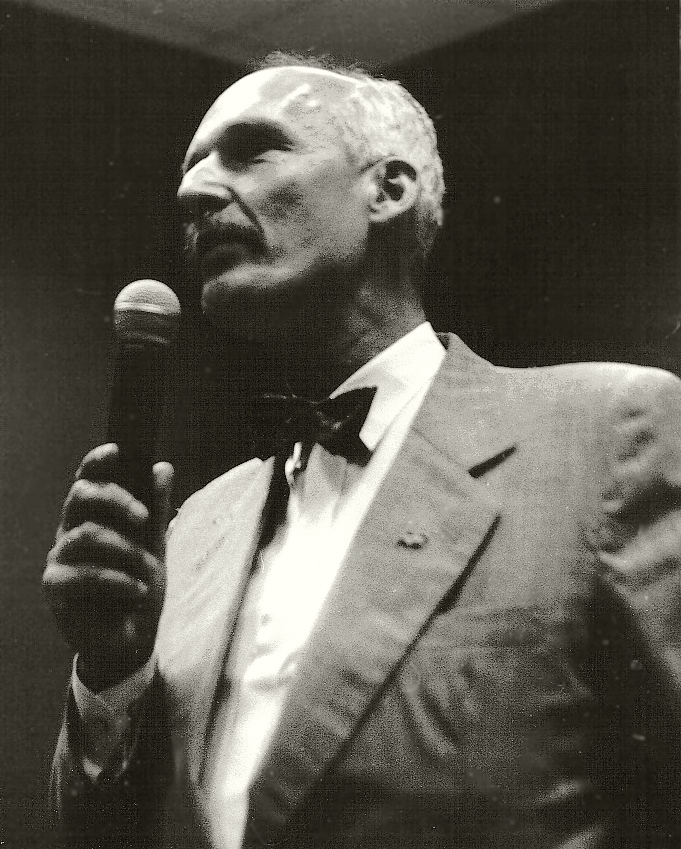
Janusz Korwin-Mikke (2000)

W listopadzie 1989 wziął udział w II Kongresie Liberałów w Gdańsku, popierając inicjatywę utworzenia Partii Liberalnej. W 1990 założył tygodnik „Najwyższy CZAS!”, którego wydawcą był do października 2007 i w którym publikował swoje felietony. W początkach października 1990 doszło w UPR do rozłamu. Podczas konwentu partyjnego część działaczy próbowała dokonać zmiany na stanowisku prezesa i odwołać Janusza Korwin-Mikkego. Po nieudanej próbie secesjoniści ogłosili powstanie nowej partii o podobnej nazwie na czele z biznesmenem Sławomirem Jarugą. Pozostali delegaci wybrali Janusza Korwin-Mikkego ponownie na stanowisko prezesa oraz udzielili mu poparcia w starcie do prezydentury. Nie zdołał on jednakże zebrać wymaganej liczby podpisów poparcia, by wystartować w wyborach prezydenckich. Do kolejnego rozłamu w UPR doszło w 1995, gdy grupa konserwatywnych działaczy skrytykowała Janusza Korwin-Mikkego za nieudzielenie poparcia Lechowi Wałęsie w drugiej turze wyborów prezydenckich. Na zjeździe partii doprowadzili oni do usunięcia go z funkcji prezesa i powołali na to stanowisko wiceprezesa UPR Mariusza Dzierżawskiego. Kiedy władze UPR nie zatwierdziły tego wyboru, frakcja konserwatywna, wśród których było kilku założycieli UPR, postanowiła opuścić partię i powołać w styczniu 1996 nowe ugrupowanie pod nazwą Stronnictwo Polityki Realnej.

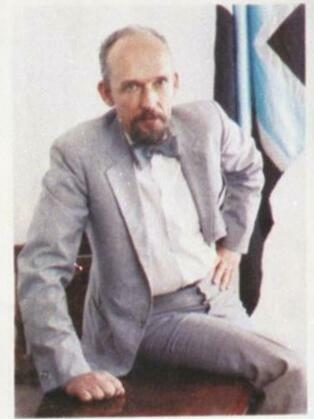
Zdjęcie Janusza Korwin-Mikkego z plakatu wyborczego do Senatu i Sejmu (1993)

Konserwatywno-Liberalną Partią UPR Janusz Korwin-Mikke kierował do 1997, kiedy to złożył rezygnację z funkcji prezesa, przyjmując odpowiedzialność za porażkę opartego na tym ugrupowania komitetu wyborczego w wyborach do Sejmu. Jednocześnie wskazał na swojego następcę dotychczasowego wiceprezesa UPR Stanisława Michalkiewicza. W 1999 ponownie objął tę funkcję, ustępując tym razem ze stanowiska w 2002 po nieudanych dla UPR wyborach samorządowych. Swoją powtórną dymisję uzasadnił chęcią przekazania władzy w partii w ręce działaczy młodszego pokolenia.
W latach 1991–1993 Janusz Korwin-Mikke był posłem z okręgu poznańskiego na Sejm I kadencji. Trzyosobowe Koło Parlamentarne UPR (pierwotnie określane jako klub) w Sejmie przedłożyło kilkanaście projektów ustaw, wśród nich m.in. projekt konstytucji (autorstwa Stanisława Michalkiewicza), większościową ordynację wyborczą, ustawę o Radzie Stanu, ustawę reprywatyzacyjną oraz ustawę o zmianie pozycji prawnej związków zawodowych, z których żadna nie została uchwalona w toku procesu legislacyjnego. Jedyną skuteczną inicjatywą parlamentarzystów UPR było przegłosowanie przez Sejm w dniu 28 maja 1992 uchwały lustracyjnej osób zajmujących wysokie stanowiska państwowe, skutkującą utworzeniem tzw. listy Macierewicza. Janusz Korwin-Mikke był jednym z najbardziej aktywnych mówców Sejmu I kadencji. Czasami zachowywał się jednak jak mówca wiecowy – dużo nieprzychylnych komentarzy wywołały użyte przez niego w trakcie debaty budżetowej słowa „rząd rżnie głupa” albo nazwanie strajkujących nauczycieli „zdesperowanym motłochem”. Przez większość posłów uznawany był za ekscentryka i skandalistę o utopijnych poglądach.
Kandydował bez powodzenia w kolejnych wyborach parlamentarnych w 1993, 1997 i 2001, w wyborach do PE w 2004 oraz w 2004 dwukrotnie w wyborach uzupełniających do Senatu.
W trakcie kampanii w 2001, będąc kandydatem na senatora z ramienia koalicji Blok Senat 2001, popadł w konflikt z gazetą „Wieczór Wrocławia”, na łamach której opublikowano artykuł pt. Za Hitlera było lepiej, sugerujący, że Janusz Korwin-Mikke podczas spotkania z wyborcami we Wrocławiu popierał działania Adolfa Hitlera. W reakcji działacze współtworzącej blok Unii Wolności zaapelowali do popierającej kandydata Platformy Obywatelskiej o wycofanie jego kandydatury. Janusz Korwin-Mikke pozwał redakcję gazety. Sąd Okręgowy we Wrocławiu uwzględnił jego powództwo, nakazując przeproszenie i sprostowanie.

W 2002 bezskutecznie kandydował z listy UPR do sejmiku mazowieckiego. W 2005 zainicjował partię Platforma Janusza Korwin-Mikke w celu startu z jej komitetu kandydatów UPR w wyborach parlamentarnych w tym samym roku. Sam nie przystąpił wówczas do nowej partii, lecz jako członek UPR z jej listy kandydował po raz kolejny do Sejmu w okręgu warszawskim. W 2006 zdecydował się na start w wyborach samorządowych jako kandydat na prezydenta miasta stołecznego Warszawa. Wybory przegrał, zajmując 4. miejsce za Kazimierzem Marcinkiewiczem, Hanną Gronkiewicz-Waltz i Markiem Borowskim z wynikiem 2,3%. Kandydował w tych wyborach bez powodzenia także do sejmiku mazowieckiego, a w maju 2007 w przedterminowych wyborach wojewódzkich w podlaskim.

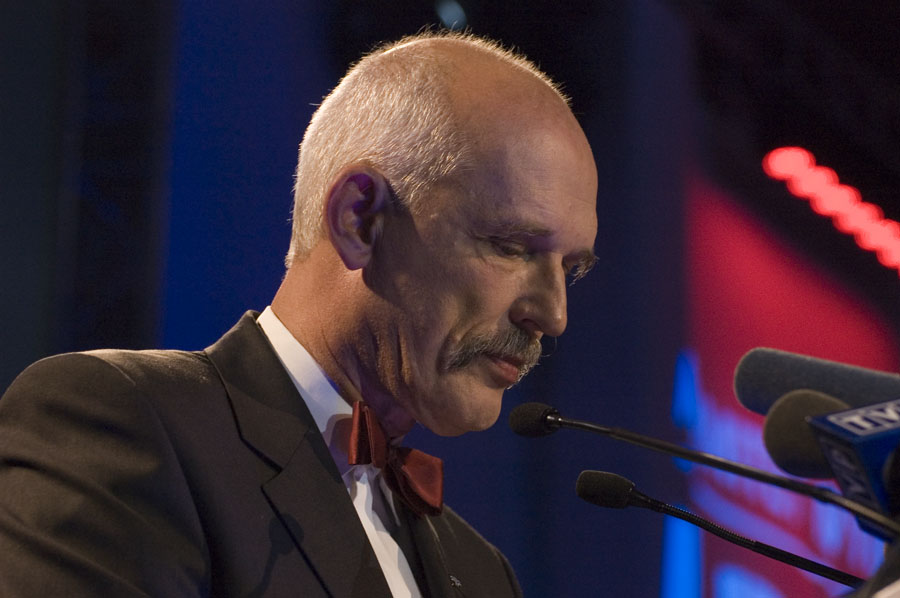
Janusz Korwin-Mikke, Konwent wyborczy Ligi Prawicy Rzeczypospolitej (2007)

W przedterminowych wyborach parlamentarnych w 2007 bezskutecznie ubiegał się o mandat poselski z pierwszego miejsca na liście Ligi Polskich Rodzin w okręgu gdańskim w ramach porozumienia LPR, UPR i Prawicy Rzeczypospolitej pod nazwą Liga Prawicy Rzeczypospolitej. W trybie wyborczym wygrał sprawę z Zygmuntem Wrzodakiem, który zarzucił mu popieranie aborcji. W trybie wyborczym został pozwany również przez Partię Kobiet, za nazwanie jej „partią ekshibicjonistek”, Sąd Apelacyjny w Warszawie rozstrzygnął sprawę na jego korzyść.
17 października 2009 wystąpił z UPR, motywując to swoim sprzeciwem wobec udzielenia absolutorium prezesowi tego ugrupowania, Bolesławowi Witczakowi. Przystąpił także do Platformy JKM (przekształconej następnie w Wolność i Praworządność) i stanął na jej czele. W 2010 ponownie kandydował na prezydenta Warszawy. Zajął 4. miejsce spośród 11 kandydatów z wynikiem 3,9% głosów. Równocześnie bezskutecznie kandydował do sejmiku mazowieckiego.
Kandydował w międzyczasie także czterokrotnie na urząd prezydenta Rzeczypospolitej Polskiej. W 1995 i 2000 z ramienia UPR, w 2005 jako kandydat Platformy JKM z poparciem UPR, w 2010 jako kandydat partii Wolność i Praworządność. W drugiej turze wyborów w 2010 zasugerował poparcie Jarosława Kaczyńskiego.

25 marca 2011 została zarejestrowana partia Unia Polityki Realnej – Wolność i Praworządność (powołana przez działaczy Wolności i Praworządności oraz grupy działaczy UPR), której Janusz Korwin-Mikke został prezesem. Dzień wcześniej doszło do zakończenia prawnej likwidacji WiP, wyrejestrowanej 6 października 2010. 12 maja 2011 UPR-WiP przyjęła nazwę Kongres Nowej Prawicy. W 2013 Janusz Korwin-Mikke był kandydatem KNP w wyborach uzupełniających do Senatu w okręgu rybnickim, uzyskując 7,9%.

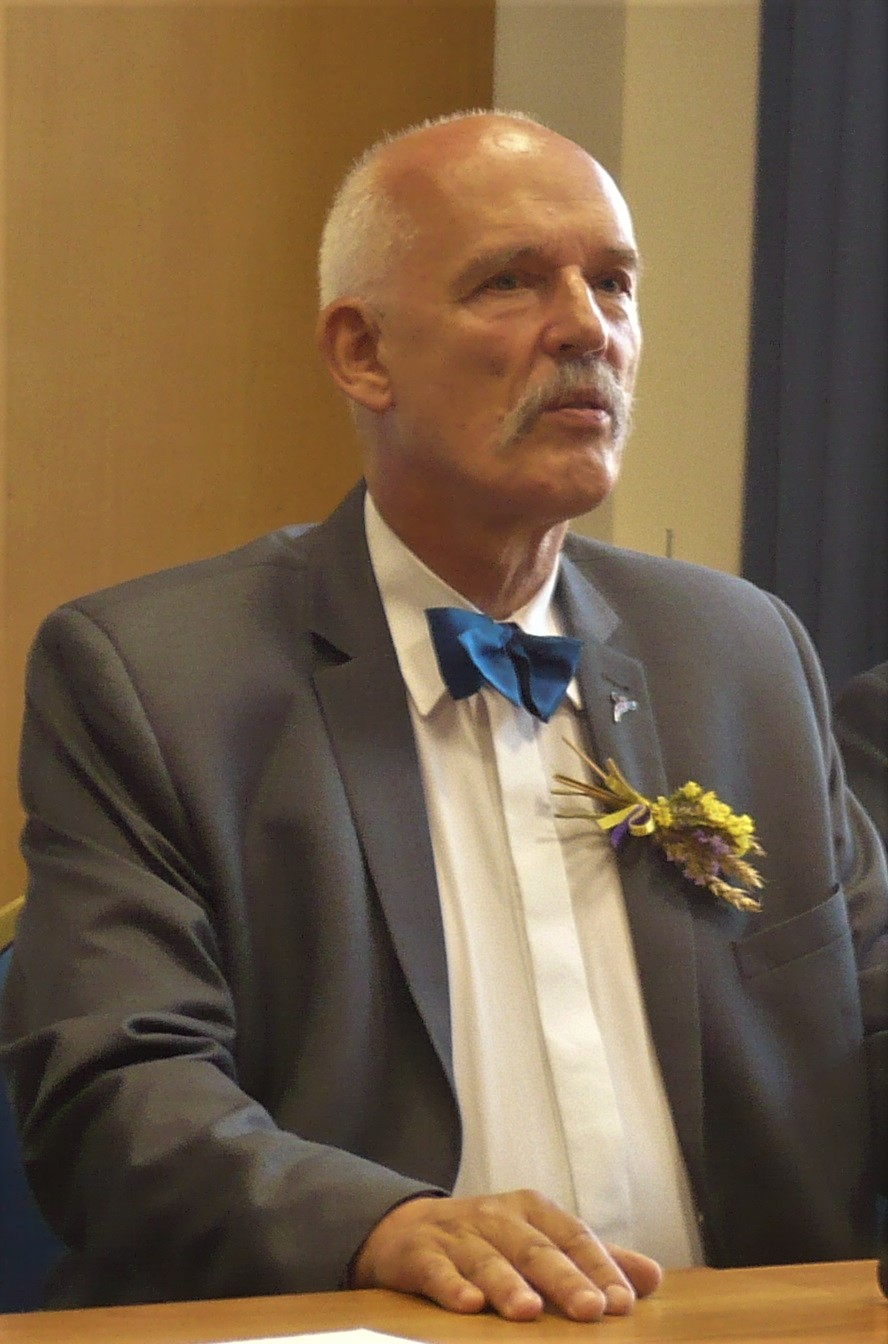
Janusz Korwin-Mikke w Opolu (2014)

W 2014 kierowany przez niego KNP w wyborach do Europarlamentu zajął 4. miejsce z wynikiem 7,2% głosów. Janusz Korwin-Mikke wywalczył jeden z czterech mandatów przypadających temu ugrupowaniu, otrzymując w okręgu śląskim 67 928 głosów.
5 stycznia 2015 został zastąpiony na funkcji prezesa KNP przez Michała Marusika. Kilkanaście dni później ogłosił powstanie nowej partii pod nazwą Koalicja Odnowy Rzeczypospolitej Wolność i Nadzieja (KORWiN), której został prezesem (w 2021 człon „Koalicja” w nazwie partii zastąpiono członem „Konfederacja”).

Został po raz piąty z rzędu kandydatem swojego ówczesnego ugrupowania w wyborach prezydenckich w 2015. Poparli go również działacze partii Dzielny Tata. W przeprowadzonych 10 maja 2015 wyborach zajął 4. miejsce, zdobywając 486 084 głosy, co stanowiło 3,3% głosów ważnych. Zapowiedział, że nie poprze żadnego z kandydatów, którzy weszli do drugiej tury. W wyborach parlamentarnych w tym samym roku otwierał listę wyborczą partii KORWiN w Warszawie, nie uzyskując mandatu (ugrupowaniu zabrakło ćwierć punktu procentowego do przekroczenia progu).

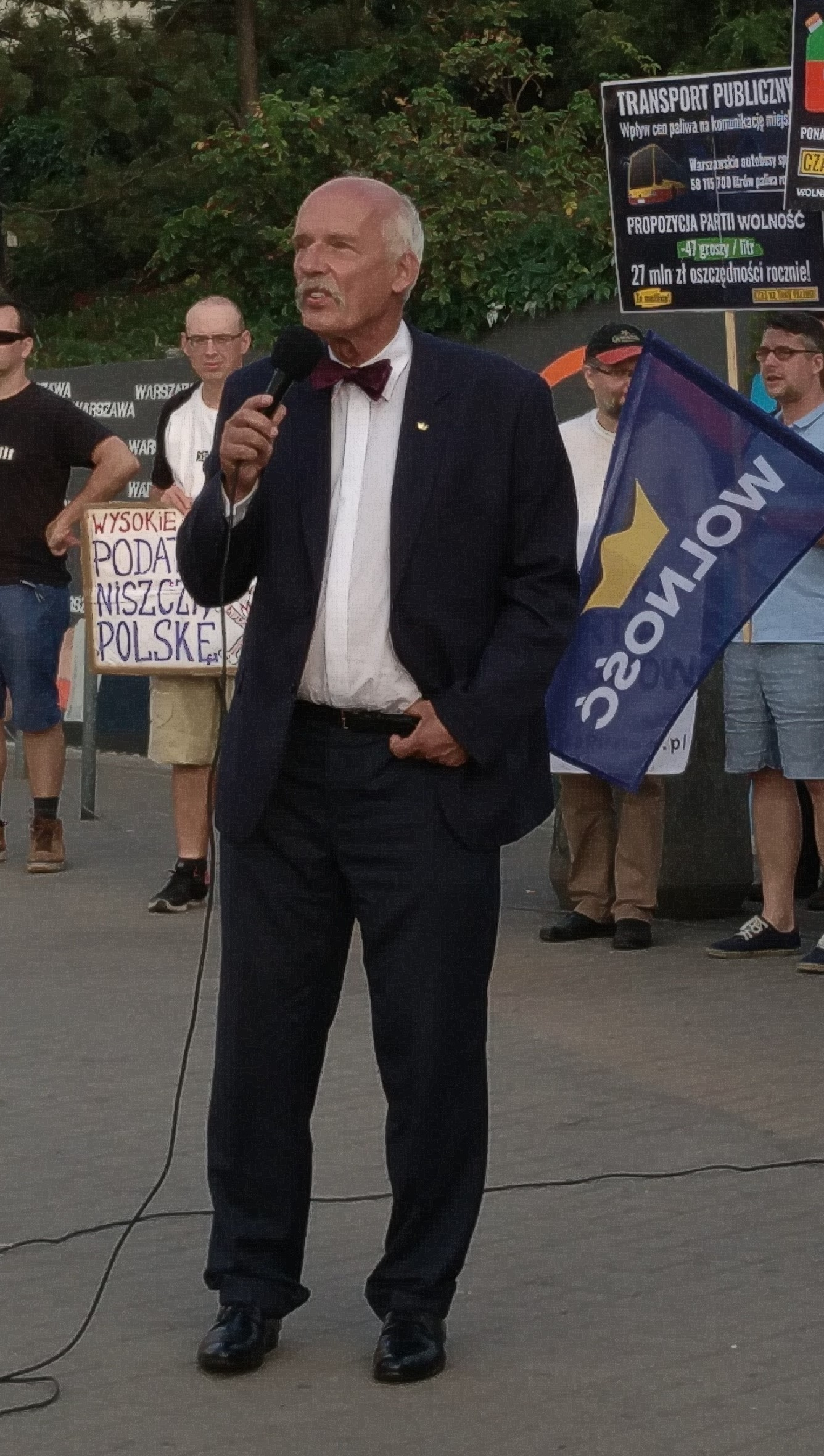
Janusz Korwin-Mikke w Warszawie (2018)

W styczniu 2018 zapowiedział rezygnację z mandatu europosła. W Europarlamencie VIII kadencji zasiadał do 1 marca 2018. Zwolniony przez niego mandat w Parlamencie Europejskim objął Dobromir Sośnierz. Ubiegał się o stanowisko prezydenta Warszawy w wyborach samorządowych w tym samym roku, zajął 7. miejsce na 14 kandydatów. W tych samych wyborach kandydował także na radnego miejskiego, nie zdobywając mandatu radnego. W grudniu 2018 zawarł w imieniu partii KORWiN koalicję powołaną na wybory do Parlamentu Europejskiego w 2019 z Ruchem Narodowym, która w lutym 2019 przyjęła nazwę Konfederacja KORWiN Braun Liroy Narodowcy. Kandydował z jej listy ponownie do PE, formacja ta nie przekroczyła progu wyborczego i nie uzyskała żadnych mandatów.
W wyborach parlamentarnych w 2019 został wybrany do Sejmu z okręgu stołecznego z listy Konfederacji (funkcjonującej już jako federacyjna partia Konfederacja Wolność i Niepodległość). Wziął następnie udział w zorganizowanych przez tę partię prawyborach mających wyłonić jej kandydata w wyborach prezydenckich w 2020 (nie uzyskał nominacji). 15 października 2022 ustąpił z funkcji prezesa partii KORWiN (zastąpił go Sławomir Mentzen), został wówczas wybrany przez aklamację na honorową funkcję prezesa-założyciela partii (która w następnym miesiącu przyjęła nazwę Nowa Nadzieja).
W wyborach parlamentarnych w 2023 kandydował do Sejmu jako lider listy Konfederacji z okręgu numer 20 obejmującego obszar powiatów grodziskiego, legionowskiego, nowodworskiego, otwockiego, piaseczyńskiego, pruszkowskiego, warszawskiego zachodniego i wołomińskiego (województwo mazowieckie). Na finiszu kampanii kontrowersje wzbudziły jego wypowiedzi o pedofilii – za poparcie obniżenia wieku zgody oraz propozycję zniesienia karania pedofilii został zawieszony przez sąd partyjny Konfederacji. Ostatecznie zdobywając 9939 głosów nie uzyskał reelekcji.
Po wyborach został zawieszony w prawach członka Konfederacji oraz wykluczony z Rady Liderów partii. Współprzewodniczący partii Krzysztof Bosak określił kroki podjęte wobec Mikkego jako „dopełnienie zmiany pokoleniowej w środowisku konserwatywno-liberalnym”. 28 października 2023 po kongresie partii Nowa Nadzieja, jej prezes Sławomir Mentzen, poinformował, że Korwin-Mikke nie będzie kandydował z list Konfederacji w kolejnych wyborach.
13 grudnia na konferencji prasowej zapowiedział on utworzenie nowej partii politycznej.
5 stycznia 2024 w serwisie X ogłosił nazwę nowej partii politycznej. Według polityka nazwa nowej partii to „KORWiN” ("Konfederacja Odnowy Rzeczypospolitej Wolność i Niepodległość") i ma taki sam program wyborczy, jak poprzedni KORWiN (obecnie Nowa Nadzieja, w skrócie NN).
Przed wyborami prezydenckimi w 2025 poparł kandydata Konfederacji Korony Polskiej Grzegorza Brauna. Przemawiał również na jego konwencjach wyborczych oraz pomagał w rozwieszaniu plakatów wyborczych tego kandydata. W drugiej turze wyborów prezydenckich poparł oficjalnie Karola Nawrockiego i zapowiedział oddanie na niego głosu.

### Działalność społeczna

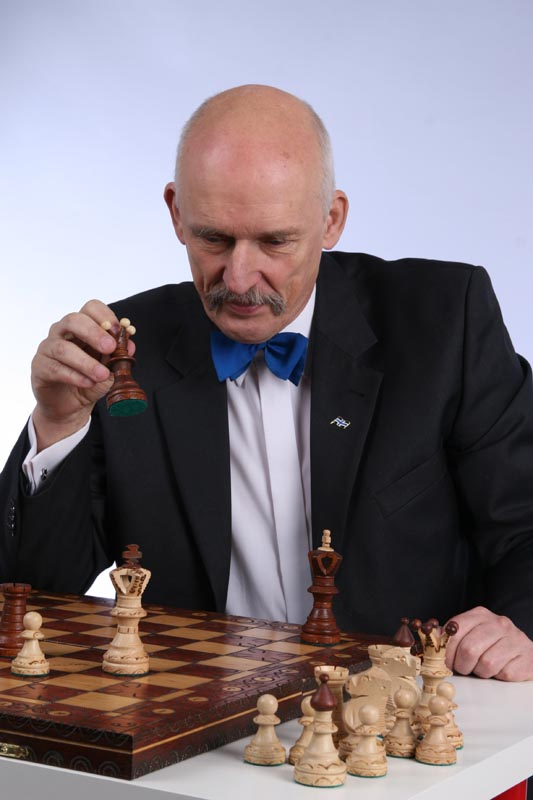
Korwin-Mikke grający w szachy (2009)

W 2000 był jednym z dwóch kandydatów na prezesa Polskiego Związku Szachowego (zgłoszonym przez Andrzeja Filipowicza), przegrał ze Stanisławem Łobaziewiczem. W tym samym roku uczestniczył w rozegranej w Radomiu symultanie byłego mistrza świata Anatolija Karpowa (partię poddał po 19 posunięciach).
W 2007 założył Fundację Indywidualnego Kształcenia. Został członkiem honorowym Klubu Zachowawczo-Monarchistycznego.

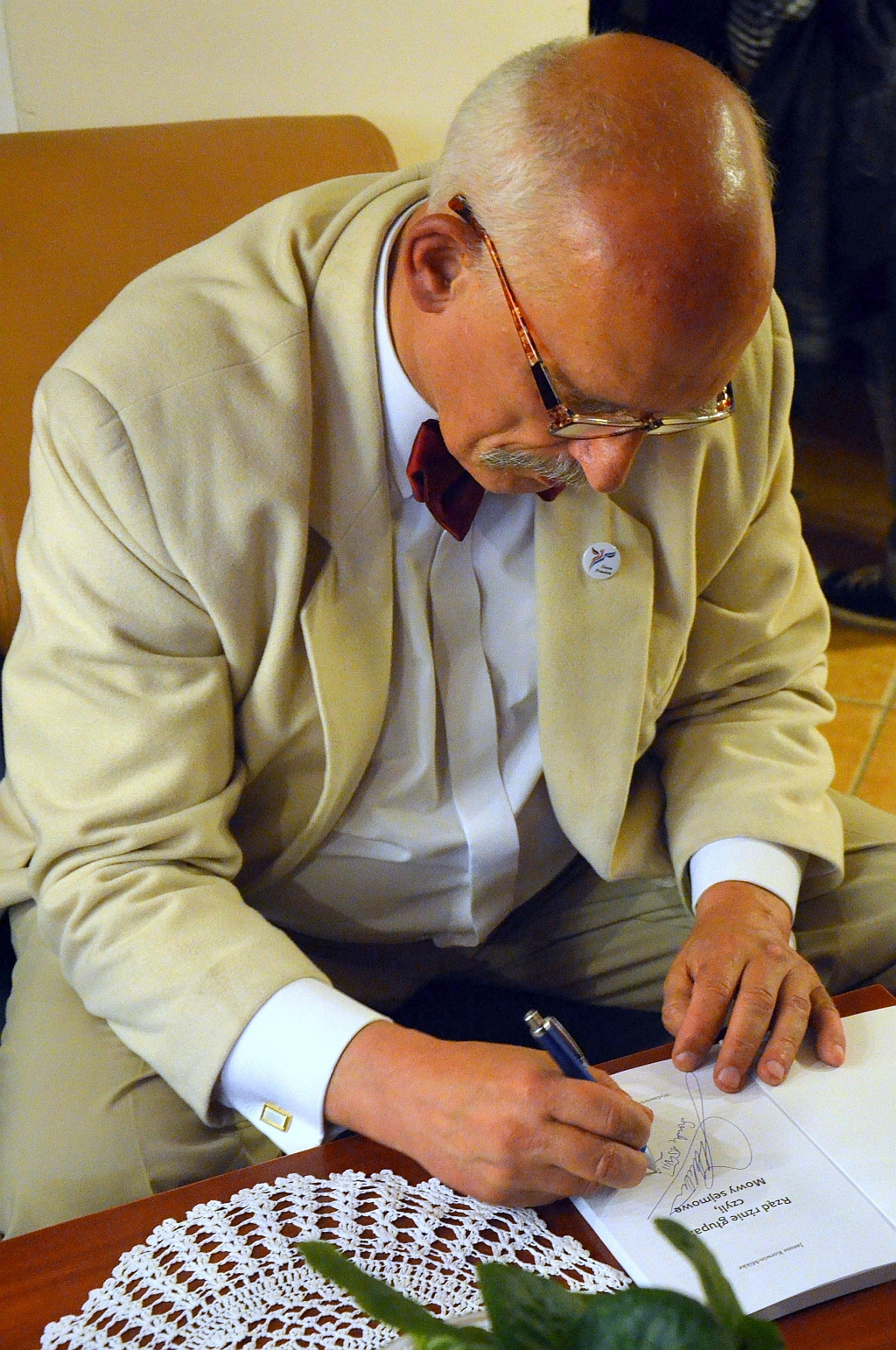
Korwin-Mikke podpisujący swoją książkę w Sanoku (2013)

### Działalność publicystyczna
Teksty publicystyczne Janusz Korwin-Mikke zaczął publikować na przełomie lat 60. i 70. Najczęściej ukazywały się one w owym okresie w tygodniku akademickim „Student” oraz w tygodniku Stowarzyszenia „Pax” – „Konfrontacje”, a także sporadycznie w czasopismach: „Polityka”, „Kultura”, „Tygodnik Kulturalny”, „Problemy”, „Życie Literackie”, „Tygodnik Demokratyczny”, „Tygodnik Powszechny” oraz „Literatura na Świecie”. Początkowo twórczość dotyczyła głównie problematyki nauki i szkolnictwa wyższego, systemu oświaty oraz spraw związanych z rodziną. Publicystykę społeczno-polityczną oraz ekonomiczną rozpoczął w drugiej połowie lat 70., publikując we własnym wydawnictwie Officyna Liberałów teksty m.in. krytykujące system powszechnych ubezpieczeń społecznych (Ubezpieczenia) oraz manifest programowy potencjalnej partii konserwatywno-liberalnej (Program Liberałów). W latach 1980–1982 przedstawił w szeregu artykułów swoją wizję odbudowy i wyjścia polskiej gospodarki z etatyzmu. W kolejnych artykułach opublikowanych w pierwszej połowie lat 80. wskazywał źródła wzrostu ekonomicznego i krytykował niewystarczające jego zdaniem działania władz reformujących gospodarkę. W swojej ówczesnej publicystyce starał się udowodnić, iż główny konflikt pomiędzy władzą a społeczeństwem nie sprowadza się do dylematu autokracja – demokracja, lecz etatyzm – wolność gospodarcza, tak więc przyszły spór o kształt ustrojowy państwa rozegra się pomiędzy etatystami a liberałami. Przyjął również zasadę, aby publikować jak najwięcej swoich poglądów w oficjalnej prasie w celu dotarcia z nimi do maksymalnej liczby odbiorców, nawet wbrew zarzutom środowisk opozycyjnych o współpracę z władzami. Pod koniec lat 80. nastąpił wzrost zainteresowania czytelników i wydawców publicystyką Janusza Korwin-Mikkego. Jego felietony ukazywały się m.in. w czasopismach: „Ład”, „brulion”, „Wprost”, „Młoda Polska”, „Przegląd Tygodniowy”, „Stańczyk”, „Nie” oraz „Tygodnik Demokratyczny”. W 1990 został laureatem dwóch nagród: nagrody Stowarzyszenia Dziennikarzy Polskich im. Antoniego Słonimskiego (za prowokacje intelektualne) oraz Nagrody Kisiela (za odwagę, zdecydowane poglądy, gotowość bronienia swoich racji i wizjonerstwo).
W wypowiedziach dotyczących ustroju Polski szlacheckiej doszukiwał się jego liberalnych elementów, m.in. broniąc instytucji liberum veto. Wiek XIX natomiast jako wiek kapitalizmu uznaje za apogeum rozwoju cywilizacji europejskiej (powołując się na ówczesny w jego ocenie duch niezależności, przedsiębiorczości, odpowiedzialności oraz oszczędności), a także stawiając ten okres w opozycji do czasów współczesnych, w których jego zdaniem dominuje system socjalny. Najwięcej miejsca w swojej publicystyce Janusz Korwin-Mikke poświęca zagadnieniom ekonomicznym.
Według niego Europa swój szczyt cywilizacyjny osiągnęła w XIX wieku. Współczesny poziom kultury europejskiej ocenił jako niższy cywilizacyjnie od krajów muzułmańskich.
Autor tekstów w tygodnikach „Najwyższy Czas!”, „Uważam Rze”, „Angora” i „Fakty po Mitach”, gazetach „Dziennik Polski” i „Super Express”, na blogach oraz okazyjnie w innych tytułach prasowych (np. dwutygodniku „Dobry Znak”). Prowadził także rozmowy na antenie TV Biznes.

### Działalność medialna i artystyczna

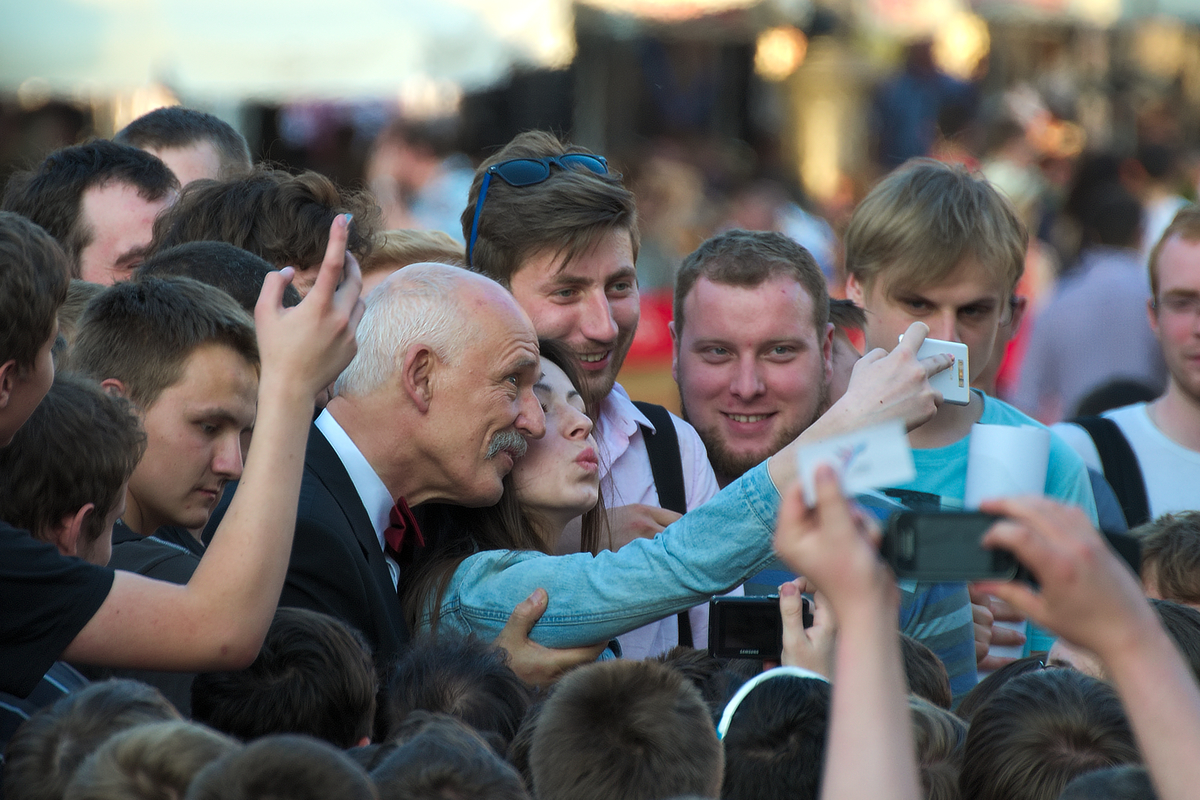
Korwin-Mikke podczas selfie z sympatykami (2014)

Wystąpił w kilku produkcjach filmowych i telewizyjnych:
- 1993:
  - Kraj świata jako przemawiający polityk (głos),
  - Tylko strach jako polityk w studio telewizyjnym (on sam),
  - Co się stało? jako on sam,
- 1994:
  - Nocna zmiana jako on sam,
  - Jest jak jest jako on sam,
- 2001:
  - Wtorek jako on sam.

W 1998 nagrał z Krzysztofem Skibą piosenkę „Stop podatki!”, która znalazła się na płycie Wąchole.
W 2019 jako pierwszy polski polityk wziął udział w roaście.
W 2020 w ramach akcji charytatywnej #Hot16Challenge2, mającej na celu zbiórkę funduszy na rzecz przeciwdziałania pandemii COVID-19, nagrał utwór „Jestem rapu Bogiem”, który przez część komentatorów został oceniony jako podżegający do nienawiści. Piosenka ta następnie znalazła się na płycie pt. Mowa Nienawiści, zawierającej także utwory wykonywane przez innych polityków Konfederacji.

## Poglądy
Korwin-Mikke od dekad deklaruje konserwatywny liberalizm – popiera monarchiczne, kapitalistyczne państwo minimum, wzorowane na tych z XIX wieku i na Liechtensteinie. Doktryna Korwin-Mikkego obejmuje co najmniej kilkadziesiąt postulatów; bywa zaliczana do prawicowego libertarianizmu i nazywana korwinizmem. Jego sympatycy i zwolennicy, np. wyborcy, bywają znani jako korwiniści lub – pejoratywnie – jako kuce. Niektórzy politolodzy nazywają Korwin-Mikkego populistą i przejawia on cechy kojarzone z tym zjawiskiem, np. wrogość do większości klasy politycznej i jej przywilejów; zarzuca jej opresyjność, głosi emancypację od niej i przedstawia swoje postulaty jako szansę na cud gospodarczy. Z drugiej strony głosi także opinie bardzo niepopularne i jest wyraźnym elitarystą – wypowiadał się lekceważąco o większości ludu, odrzucając wartość jego woli czy interesu. Publicznie bronił agresji ogółem, nie tylko swojej agresji fizycznej. Odróżnia go to od ściśle rozumianych libertarian, opierających się na aksjomacie nieagresji.
Poglądy Janusza Korwin Mikke określane są mianem skrajnie prawicowych oraz ukrainofobicznych.

### Polityka

#### Konserwatyzm
Korwin-Mikke krytykuje wszelkie idee lewicowe; zalicza do nich:
- demokrację, którą uważa za „najgłupszy ustrój świata”[127][128];
- feminizm; nazywał feministki, jako ogół, idiotkami[129];
- Unię Europejską; deklarował nienawiść do niej i eurosceptycyzm[130][131].

Głosi też inne poglądy reakcyjne, np.:
- popiera karę śmierci, chłosty oraz kary cielesne na dzieciach[132][133][134][135]
- odrzuca czynne prawo wyborcze u kobiet oraz powszechną edukację seksualną[136].

Przez poparcie dla kary śmierci krytykował członkostwo Polski w Radzie Europy zwalczającej tę praktykę. Tak jak wielu konserwatystów jest za karaniem aborcji, a jeśli nie jest karana, to jego zdaniem ojciec dziecka powinien mieć prawo ją zawetować. Nie we wszystkich kwestiach jest maksymalnie prawicowy – przykładowo bronił prawa do zapłodnienia in vitro u ludzi.

#### Liberalizm
Korwin-Mikke głosi też pewne postulaty kojarzone z libertarianizmem – jego naczelna wartość to wolność w rozumieniu negatywnym, przez co odrzuca:
- regulacje dostępu do narkotyków i broni palnej;
- wymogi recept[142],
- obowiązki szczepień[e][143] i zapinania pasów bezpieczeństwa w ruchu drogowym[144],
- kary za posiadanie pornografii dziecięcej i za niektóre formy molestowania dzieci[136],
- płacę minimalną[145],
- regulacje klimatyczne[146][147].

Twierdzi, że chcącemu nie dzieje się krzywda. Jest bliski prawicowej odmianie libertarianizmu, ponieważ jego drugą naczelną wartością jest własność prywatna. Przez to odrzuca:
- większość podatków, zwłaszcza podatki dochodowe i spadkowe[148][149][150]
- obowiązki ubezpieczeń,
- wszelką redystrybucję dochodów, np. zasiłki,
- pieniądz fiducjarny, zamiast tego proponując parytet złota[151],

Deklarował bliskość ideową ruchowi TEA Party z USA. Odwołuje się do XIX-wiecznych konserwatywnych liberałów takich jak Claude Frédéric Bastiat, Alexis de Tocqueville czy Herbert Spencer.

#### Polityka zagraniczna
Popierał sojusz Polski z USA, jednak krytykował członkostwo w NATO, stacjonowanie w Polsce wojsk USA i sprzeciwiał się konfrontacji z Rosją. Poparł aneksję Krymu, po czym odwiedził ten półwysep, nie kryjąc się z tym. Zrobił to bez kontroli granicznej ze strony Ukrainy, łamiąc jej przepisy. Reagowała na to ukraińska prokuratura, a w odpowiedzi Korwin-Mikke apelował do niej o realizm. Występował w rosyjskiej telewizji, gdzie zarzucał polskim władzom rusofobię. Po rozpoczęciu przez Rosję inwazji w 2022 roku krytykował sankcje, sugerował, że Rosja się broni i twierdził, że po wojnie Ukraina może zaatakować Polskę. Wybielał rosyjską historię i jej działania, demonizując przy tym Ukrainę. Te i inne wypowiedzi – jak podane niżej teorie spiskowe – są zgodne z rosyjską propagandą, przez co JKM jest posądzany o wspieranie rosyjskiego imperializmu.
Z drugiej strony bronił niepodległości Ukrainy i Białorusi, uzasadniając tym poparcie dla dyktatury Aleksandra Łukaszenki. Bronił także innego autorytaryzmu sprzymierzonego z Rosją: syryjskiego reżimu Baszszara al-Asada.

#### Metody
Korwin-Mikke dopuszcza współpracę z siłami o innych poglądach, „nawet z kanibalami”, czy „z samym diabłem", jako sposób wywierania wpływu politycznego. Kooperował między innymi z Platformą Obywatelską (w ramach wspólnego startu do Senatu RP jako Blok Senat 2001), Ligą Polskich Rodzin i Ruchem Narodowym, nie wykluczając też koalicji rządowej z Prawem i Sprawiedliwością i Platformą Obywatelską.

### Faktografia

#### Klimat
Swój sprzeciw do ochrony klimatu uzasadniał w sposób pseudonaukowy, przecząc:
- istnieniu lądolodu na średniowiecznej Grenlandii[172];
- podnoszeniu się poziomu morza na skutek globalnego ocieplenia; opinia Korwin-Mikkego sugeruje, że Grenlandia i Antarktyda nie istnieją jako lądy[173];
- ogólnej szkodliwości ocieplenia klimatu i wzrostu emisji dwutlenku węgla[174].
- antropogeniczności ocieplenia klimatu;
- konsensusowi naukowców na ten temat.

Grupa polskich klimatologów ogłosiła jedną jego z wypowiedzi klimatyczną bzdurą roku 2016. W 2014 roku zajął trzecie miejsce w tym plebiscycie.

#### Gospodarka
Swój leseferyzm uzasadnia w sposób konsekwencyjny: wierzy, że wolny rynek, ochrona własności prywatnej oraz redukcja państwa do niezbędnego minimum stwarza optymalne szanse na rozwój gospodarczy. Największe zagrożenie dla gospodarki dostrzega w interwencjonizmie państwowym. Powołuje się na ekonomistów wolnorynkowych jak Friedrich von Hayek, Ludwig von Mises czy Milton Friedman.

#### Historia
Korwin-Mikke komentował też wydarzenia XX wieku:
- popierał rewizjonistyczne poglądy na holocaust, konkretniej część opinii Davida Irvinga. W szczególności negował istnienie dowodów na to, że Adolf Hitler wiedział o zagładzie Żydów[178];
- twierdził, że liczba ofiar masakry w Pekinie z 1989 roku jest zawyżana. Krytykował przy tym protestujących jako zbyt lewicowych, a państwowych morderców nazwał obrońcami wolności[179].

Na temat wydarzeń z XXI wieku Korwin-Mikke głosił teorie spiskowe:
- na temat Euromajdanu – oskarżał władze Polski i USA o współudział w atakach na demonstrantów i policjantów[180][181];
- twierdził, że oficjalne definicje epidemii były nakierowane na zysk firm farmaceutycznych jak Pfizer[182];
- negował rosyjską odpowiedzialność za rzeź w Buczy[183].

## Kontrowersje
Korwin-Mikke wywoływał skandale, np. przez:
- używanie wulgaryzmów[184] i ataków osobistych;
- odczłowieczanie przeciwników ideowych;
- oskarżanie ich o faszyzm;
- porównania do nazistów;
- wypowiedzi uznawane za dyskryminujące lub uprzedzone, np. rasistowskie, antysemickie, islamofobiczne, seksistowskie, homofobiczne, transfobiczne i ableistyczne, choć wspierał fundację służącą ludziom niepełnosprawnym[185].

### Konflikty z prawem
Używając porównań do nazizmu, parafrazował przy tym hasła III Rzeszy i wykonywał jej charakterystyczne gesty jak salut rzymski (heilowanie), za co był dyscyplinowany przez Parlament Europejski. Na zdjęciu Iwony Burdzanowskiej z 1995 Korwin-Mikke wykonuje salut rzymski podczas przejazdu Krakowskim Przedmieściem w Lublinie w otwartym samochodzie terenowym na zjazd UPR.
Różne wypowiedzi i inne zachowania Korwin-Mikkego bywały stanowczo krytykowane przez osoby publiczne Polski i zagranicy, karane przez Parlament Europejski i Sejm oraz, mimo deklarowania legalizmu, prowadziły do konfliktów z prawem:
- wypowiedzi polityka o pedofilii były zgłaszane do polskiej prokuratury.
- europoseł Łukasz Kohut zawiadomił polską prokuraturę w związku z opublikowanym przez Korwina-Mikke filmem, na którym rzucał obok swojego psa petardami[188].
- nielegalnie dostał się na Krym po jego aneksji przez Rosję, na co zareagowała prokuratura Ukrainy.
- polski sąd w 2017 roku prawomocnie skazał Korwin-Mikkego na grzywnę za spoliczkowanie Michała Boniego[189].
- w grudniu 2020 roku spowodował kolizję drogową, w wyniku której wyszło na jaw, że prowadził pojazd bez stosownych uprawnień, gdyż w 2007 roku stracił prawo jazdy (którego nigdy nie odzyskał) za przekroczenie dopuszczalnej liczby punktów karnych[190]. W 2024 roku prokuratura warunkowo umorzyła postępowanie prowadzone przeciwko Korwin-Mikkemu w związku z kierowaniem pojazdem bez ważnego prawa jazdy[191].

### Seksizm
W 1991 Janusz Korwin-Mikke opublikował poradnik dla mężczyzn pt. Vademecum ojca, w którym zamieścił wiele porad, które zostały uznane za kontrowersyjne i seksistowskie (np. twierdzenie, że nieposłuszeństwo dzieci wynika z niewykonywania przez żonę poleceń męża). „Gazeta Wyborcza” w dodatku „Wysokie Obcasy” nadała Korwin-Mikkemu tytuł szowinisty roku 2007. W 2010 stwierdził, że kobiety powinny być pozbawione czynnego prawa wyborczego. Swój pogląd argumentował zbyt małym zaangażowaniem kobiet w kwestie polityczne.
1 marca 2017 podczas debaty w Parlamencie Europejskim na temat różnic w wynagrodzeniach między kobietami a mężczyznami stwierdził, że „kobiety muszą zarabiać mniej, bo są słabsze, mniejsze i średnio mniej inteligentne”. Nadmienił, że „takie zdanie nie powinno być odbierane jako obraźliwe dla kobiet, podobnie jak nie powinno być powodem obrazy dla mężczyzn stwierdzenie, że kobiety mają lepszą pamięć od mężczyzn”. Wypowiedź ta była komentowana w mediach zagranicznych.

### Ableizm
W 2012, wypowiadając się na temat igrzysk paraolimpijskich, stwierdził, iż „równie dobrze można by organizować zawody w szachy dla debili”, dodając:
„jeśli chcemy, by ludzkość się rozwijała, w telewizji powinniśmy oglądać ludzi zdrowych, pięknych, silnych, uczciwych, mądrych – a nie zboczeńców, morderców, słabeuszy, nieudaczników, kiepskich, idiotów – i inwalidów, niestety”.

### Homofobiaitransfobia
W 2019 roku Korwin-Mikke nazwał ruch LGBT większym zagrożeniem niż zmiany klimatu.
Nazywa osoby homoseksualne homosiami, a słowa „gej” używa w innym znaczeniu niż to najczęstsze, obejmując nim tylko część homoseksualnych mężczyzn i nie tylko ich. W 2020 w swoim wpisie w serwisie Twitter stwierdził, że chrześcijanie mają obowiązek domagać się kamienowania osób homoseksualnych. Komisja Etyki Poselskiej ukarała go za tę wypowiedź naganą.
W 2012 określił transpłciową posłankę Annę Grodzką mianem „dziwadła”, które „weszło do Sejmu (...) dlatego, że jest dziwadłem”.

### Inne
Stosunek Korwin-Mikkego do seksualności był krytykowany przez innych działaczy konserwatywno-liberalnych, np. Pawła Chojeckiego.
Korwin-Mikke przynajmniej dwukrotnie sfotografowany został podczas snu w czasie posiedzeń, w parlamentarnych salach obrad (Sejm RP, oraz Parlament Europejski).

## Życie prywatne

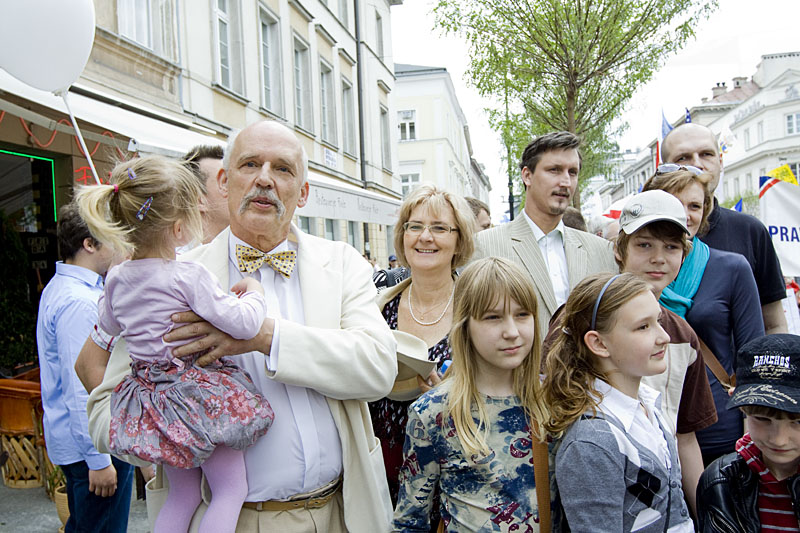
Janusz Korwin-Mikke z rodziną (2010)

W 1966 Janusz Korwin-Mikke zawarł związek małżeński z Ewą Mieczkowską, ze związku tego ma dwóch synów: Ryszarda (ur. 1968) i Krzysztofa (ur. 1971). Po rozwodzie w 1973 związał się z Małgorzatą Szmit (ślub kościelny w 1993), z którą ma troje dzieci: Kacpra (ur. 1974), Jacka (ur. 1977) i Zuzannę (ur. 1982). Z dwóch innych nieformalnych związków ma córki Korynnę (ur. 1983) i Nadzieję (ur. 2011) oraz syna Karola (ur. 2013). W 2016 zawarł związek małżeński z młodszą o 44 lata Dominiką Sibigą, matką dwójki swoich najmłodszych dzieci. Jego żona bez powodzenia kandydowała z list KW Konfederacji w wyborach do Parlamentu Europejskiego w 2019 oraz w wyborach parlamentarnych w 2023.
Ma przyrodnią siostrę Krystynę Korwin-Mikke, tłumaczkę. Jego zięciem jest polityk Bartłomiej Pejo.
Deklaruje jednocześnie katolicyzm i deizm. Posiada pozwolenie na broń.

## Wyniki wyborcze
| Wybory | Komitet wyborczy                              | Komitet wyborczy                                                             | Organ                                        | Okręg                    | Wynik            |
| ------ | --------------------------------------------- | ---------------------------------------------------------------------------- | -------------------------------------------- | ------------------------ | ---------------- |
| 1989   |                                               |                                                                              | Senat I kadencji                             | woj. wrocławskie         | 6409 (1,34%)     |
| 1991   |                                               | Unia Polityki Realnej                                                        | Sejm I kadencji                              | nr 18                    | 17 297 (4,05%)   |
| 1993   | Sejm II kadencji                              | Unia Polityki Realnej                                                        | nr 35                                        | 23 624 (4,37%)           |                  |
| 1995   |                                               | Ogólnopolski KW Janusza Korwina-Mikkego                                      | Prezydent RP                                 | Prezydent RP             | 428 969 (2,40%)  |
| 1997   |                                               | Unia Prawicy Rzeczypospolitej                                                | Sejm III kadencji                            | nr 35                    | 15 364 (3,07%)   |
| 2000   |                                               | KW Kandydata na Prezydenta Rzeczypospolitej Polskiej Janusza Korwina-Mikkego | Prezydent RP                                 | Prezydent RP             | 252 499 (1,43%)  |
| 2001   |                                               | KWW Blok Senat 2001                                                          | Senat V kadencji                             | nr 3                     | 107 837 (11,37%) |
| 2002   |                                               | Unia Polityki Realnej                                                        | Sejmik Województwa Mazowieckiego II kadencji | nr 7                     | 20 707 (8,09%)   |
| 2004   |                                               | KWW Janusza Korwin-Mikke                                                     | Senat V kadencji                             | nr 3                     | 10 782 (18,08%)  |
| 2004   |                                               | Unia Polityki Realnej                                                        | Parlament Europejski VI kadencji             | nr 12                    | 22 239 (3,76%)   |
| 2004   | Senat V kadencji                              | Unia Polityki Realnej                                                        | nr 26                                        | 3467 (11,53%)            |                  |
| 2005   |                                               | KW Kandydata na Prezydenta Rzeczypospolitej Polskiej Janusza Korwina-Mikkego | Prezydent RP                                 | Prezydent RP             | 214 116 (1,43%)  |
| 2005   |                                               | Platforma Janusza Korwin-Mikkego                                             | Sejm V kadencji                              | nr 19                    | 19 246 (2,54%)   |
| 2006   |                                               | Unia Polityki Realnej                                                        | Prezydent m.st. Warszawy                     | Prezydent m.st. Warszawy | 15 951 (2,27%)   |
| 2006   | Sejmik Województwa Mazowieckiego III kadencji | Unia Polityki Realnej                                                        | nr 7                                         | 15 412 (5,02%)           |                  |
| 2007   | Sejmik Województwa Podlaskiego III kadencji   | Unia Polityki Realnej                                                        | nr 1                                         | 2333 (3,70%)             |                  |
| 2007   |                                               | Liga Polskich Rodzin                                                         | Sejm VI kadencji                             | nr 25                    | 3640 (0,77%)     |
| 2010   |                                               | KW Kandydata na Prezydenta Rzeczypospolitej Polskiej Janusza Korwina-Mikkego | Prezydent RP                                 | Prezydent RP             | 416 898 (2,48%)  |
| 2010   |                                               | KWW Ruch Wyborców Janusza Korwin-Mikke                                       | Prezydent m.st. Warszawy                     | Prezydent m.st. Warszawy | 25 153 (3,90%)   |
| 2010   | Sejmik Województwa Mazowieckiego IV kadencji  | KWW Ruch Wyborców Janusza Korwin-Mikke                                       | nr 2                                         | 11 412 (5,21%)           |                  |
| 2013   |                                               | Nowa Prawica – Janusza Korwin-Mikke                                          | Senat VIII kadencji                          | nr 73                    | 2160 (7,92%)     |
| 2014   | Parlament Europejski VIII kadencji            | Nowa Prawica – Janusza Korwin-Mikke                                          | nr 11                                        | 67 928 (8,02%)           |                  |
| 2015   |                                               | KW Kandydata na Prezydenta Rzeczypospolitej Polskiej Janusza Korwina-Mikkego | Prezydent RP                                 | Prezydent RP             | 486 084 (3,26%)  |
| 2015   |                                               | KORWiN                                                                       | Sejm VIII kadencji                           | nr 19                    | 56 994 (5,20%)   |
| 2018   |                                               | KWW Wolność w Samorządzie                                                    | Prezydent m.st. Warszawy                     | Prezydent m.st. Warszawy | 11 516 (1,29%)   |
| 2018   | Rada m.st. Warszawy                           | KWW Wolność w Samorządzie                                                    | nr 3                                         | 1683 (1,54%)             |                  |
| 2019   |                                               | KWW Konfederacja KORWiN Braun Liroy Narodowcy                                | Parlament Europejski IX kadencji             | nr 12                    | 26 425 (2,02%)   |
| 2019   |                                               | Konfederacja Wolność i Niepodległość                                         | Sejm IX kadencji                             | nr 19                    | 60 385 (4,37%)   |
| 2023   | Sejm X kadencji                               | Konfederacja Wolność i Niepodległość                                         | nr 20                                        | 9939 (1,36%)             |                  |
| 2024   |                                               | KW Bezpartyjni                                                               | Prezydent m.st. Warszawy                     | Prezydent m.st. Warszawy | 10 839 (1,40%)   |
| 2024   | Rada m.st. Warszawy                           | KW Bezpartyjni                                                               | nr 3                                         | 1208 (1,30%)             |                  |
| 2024   |                                               | Bezpartyjni Samorządowcy – Normalna Polska w Normalnej Europie               | Parlament Europejski X kadencji              | nr 11                    | 4343 (0,33%)     |

### Wybory prezydenckie
| Rok  | Pierwsza Tura | Pierwsza Tura | Druga Tura | Druga Tura | Uwagi                                              |
| Rok  | Głosy         | %             | Głosy      | %          | Uwagi                                              |
| ---- | ------------- | ------------- | ---------- | ---------- | -------------------------------------------------- |
| 1990 | –             | –             | –          | –          | Kandydat nie zebrał wystarczającej liczby podpisów |
| 1995 | 428 969       | 2,40% (#8)    | –          | –          | Kandydat nie przeszedł do II tury                  |
| 2000 | 252 499       | 1,43% (#6)    | –          | –          | Druga tura nie odbyła się                          |
| 2005 | 214 116       | 1,43% (#6)    | –          | –          | Kandydat nie przeszedł do II tury                  |
| 2010 | 416 898       | 2,48% (#4)    | –          | –          | Kandydat nie przeszedł do II tury                  |
| 2015 | 486 084       | 3,26% (#4)    | –          | –          | Kandydat nie przeszedł do II tury                  |
| 2020 | –             | –             | –          | –          | Przegrana w partyjnych prawyborach                 |

### Wybory parlamentarne
| Rok  | Komitet                              | Organ              | Okręg            | Wynik            | Uwagi                                                                  |
| ---- | ------------------------------------ | ------------------ | ---------------- | ---------------- | ---------------------------------------------------------------------- |
| 1989 |                                      | Senat I kadencji   | woj. wrocławskie | 6409 (1,34%)     | Kandydat nie uzyskał mandatu                                           |
| 1991 | Unia Polityki Realnej                | Sejm I kadencji    | nr 18            | 17 297 (4,05%)   | Kandydat uzyskał mandat                                                |
| 1993 | Unia Polityki Realnej                | Sejm II kadencji   | nr 35            | 23 624 (4,37%)   | Kandydat nie uzyskał mandatu, komitet nie przekroczyl progu wyborczego |
| 1997 | Unia Prawicy Rzeczypospolitej        | Sejm III kadencji  | nr 35            | 15 364 (3,07%)   | Kandydat nie uzyskał mandatu, komitet nie przekroczyl progu wyborczego |
| 2001 | KWW Blok Senat 2001                  | Senat V kadencji   | nr 3             | 107 837 (11,37%) | Kandydat nie uzyskał mandatu                                           |
| 2005 | Platforma Janusza Korwin-Mikkego     | Sejm V kadencji    | nr 19            | 19 246 (2,54%)   | Kandydat nie uzyskał mandatu, komitet nie przekroczyl progu wyborczego |
| 2007 | Liga Polskich Rodzin                 | Sejm VI kadencji   | nr 25            | 3640 (0,77%)     | Kandydat nie uzyskał mandatu, komitet nie przekroczyl progu wyborczego |
| 2011 | Nowa Prawica – Janusza Korwin-Mikke  | Sejm VII Kadencji  | nr 19            | –                | Lista nie została zarejestrowana                                       |
| 2015 | KORWiN                               | Sejm VIII kadencji | nr 19            | 56 994 (5,20%)   | Kandydat nie uzyskał mandatu, komitet nie przekroczyl progu wyborczego |
| 2019 | Konfederacja Wolność i Niepodległość | Sejm IX kadencji   | nr 19            | 60 385 (4,37%)   | Kandydat uzyskał mandat                                                |
| 2023 | Konfederacja Wolność i Niepodległość | Sejm X kadencji    | nr 20            | 9939 (1,36%)     | Kandydat nie uzyskał mandatu                                           |

### Wybory samorządowe
| Rok  | Komitet                                | Organ                                         | Okręg | Wynik          | Wynik          | Wynik          | Wynik          | Uwagi                             |
| Rok  | Komitet                                | Organ                                         | Okręg | Pierwsza Tura  | Pierwsza Tura  | Druga Tura     | Druga Tura     | Uwagi                             |
| Rok  | Komitet                                | Organ                                         | Okręg | Głosy          | %              | Głosy          | %              | Uwagi                             |
| ---- | -------------------------------------- | --------------------------------------------- | ----- | -------------- | -------------- | -------------- | -------------- | --------------------------------- |
| 2002 | Unia Polityki Realnej                  | Sejmik Województwa Mazowieckiego II kadencji  | nr 7  | 20 707 (8,09%) | 20 707 (8,09%) | 20 707 (8,09%) | 20 707 (8,09%) | Kandydat nie uzyskał mandatu      |
| 2006 | Unia Polityki Realnej                  | Sejmik Województwa Mazowieckiego III kadencji | nr 7  | 15 412 (5,02%) | 15 412 (5,02%) | 15 412 (5,02%) | 15 412 (5,02%) | Kandydat nie uzyskał mandatu      |
| 2006 | Unia Polityki Realnej                  | Prezydent m.st. Warszawy                      | –     | 15 951         | 2,27% #4       | –              | –              | Kandydat nie przeszedł do II tury |
| 2010 | KWW Ruch Wyborców Janusza Korwin-Mikke | Sejmik Województwa Mazowieckiego IV kadencji  | nr 2  | 11 412 (5,21%) | 11 412 (5,21%) | 11 412 (5,21%) | 11 412 (5,21%) | Kandydat nie uzyskał mandatu      |
| 2010 | KWW Ruch Wyborców Janusza Korwin-Mikke | Prezydent m.st. Warszawy                      | –     | 25 153         | 3,90% #4       | –              | –              | Druga tura nie odbyła się         |
| 2018 | KWW Wolność w Samorządzie              | Rada m.st. Warszawy                           | nr 3  | 1683 (1,54%)   | 1683 (1,54%)   | 1683 (1,54%)   | 1683 (1,54%)   | Kandydat nie uzyskał mandatu      |
| 2018 | KWW Wolność w Samorządzie              | Prezydent m.st. Warszawy                      | –     | 11 516         | 1,29% #7       | –              | –              | Druga tura nie odbyła się         |
| 2024 | KW Bezpartyjni                         | Rada m.st. Warszawy                           | nr 3  | 1208 (1,30%)   | 1208 (1,30%)   | 1208 (1,30%)   | 1208 (1,30%)   | Kandydat nie uzyskał mandatu      |
| 2024 | KW Bezpartyjni                         | Prezydent m.st. Warszawy                      | –     | 10 839         | 1,40% #5       | –              | –              | Druga tura nie odbyła się         |

### Wybory do parlamentu europejskiego
| Rok  | Komitet                                                        | Organ                              | Okręg | Wyniki         | Uwagi                                                                  |
| ---- | -------------------------------------------------------------- | ---------------------------------- | ----- | -------------- | ---------------------------------------------------------------------- |
| 2004 | Unia Polityki Realnej                                          | Parlament Europejski VI kadencji   | nr 12 | 22 239 (3,76%) | Kandydat nie uzyskał mandatu, komitet nie przekroczyl progu wyborczego |
| 2014 | Nowa Prawica – Janusza Korwin-Mikke                            | Parlament Europejski VIII kadencji | nr 11 | 67 928 (8,02%) | Kandydat uzyskał mandat                                                |
| 2019 | KWW Konfederacja KORWiN Braun Liroy Narodowcy                  | Parlament Europejski IX kadencji   | nr 12 | 26 425 (2,02%) | Kandydat nie uzyskał mandatu, komitet nie przekroczyl progu wyborczego |
| 2024 | Bezpartyjni Samorządowcy – Normalna Polska w Normalnej Europie | Parlament Europejski X kadencji    | nr 11 | 4343 (0,33%)   | Kandydat nie uzyskał mandatu, komitet nie przekroczyl progu wyborczego |

### Wybory uzupełniające
| Rok  | Komitet                             | Organ                                       | Okręg | Wyniki          | Uwagi                        |
| ---- | ----------------------------------- | ------------------------------------------- | ----- | --------------- | ---------------------------- |
| 2004 | KWW Janusza Korwin-Mikke            | Senat V kadencji                            | nr 3  | 10 782 (18,08%) | Kandydat nie uzyskał mandatu |
| 2004 | Unia Polityki Realnej               | Senat V kadencji                            | nr 26 | 3467 (11,53%)   | Kandydat nie uzyskał mandatu |
| 2007 | Unia Polityki Realnej               | Sejmik Województwa Podlaskiego III kadencji | nr 1  | 2333 (3,70%)    | Kandydat nie uzyskał mandatu |
| 2013 | Nowa Prawica – Janusza Korwin-Mikke | Senat VIII kadencji                         | nr 73 | 2160 (7,92%)    | Kandydat nie uzyskał mandatu |

## Książki
Pisma polityczne i społeczne
- 1979: Program Liberałów – manifest programowy przyszłej partii konserwatywno-liberalnej wydany przez wydawnictwo Officyna Liberałów
- 1979: Ubezpieczenia – broszura krytykująca powszechne ubezpieczenia społeczne wydana w ramach zeszytów seminaryjnych „Prawica – Liberalizm – Konserwatyzm”
- Katechizm robotnika liberała, b.d. – broszura zawierająca zbiór FAQ dotyczący liberalizmu, skierowana głównie do pracowników najemnych
- 1980: Apel
- 1980: Dramat – czy szansa?
- 1980: Gospodarka po sierpniu 1980, czyli co proponuje P. Józef Pińkowski – broszura krytykująca gospodarkę socjalistyczną, w tym politykę związku zawodowego „Solidarność” i ówczesnego rządu, wydana przez wydawnictwo Oficyna Liberałów
- 1981: Do dołu nogami
- 1981: Mała niebieska książeczka – broszura z postulatami Janusza Korwin-Mikkego na XII Kongres Stronnictwa Demokratycznego
- 1982: Historia i zmiana – pierwsza publikacja książkowa, zbiór esejów poświęcony klasyfikacji ustrojów społecznych i politycznych i ich ewolucji; wydany przez wydawnictwo Officyna Liberałów
- 1982: Zastanawiająca tęsknota – broszura porównująca okres dwudziestolecia międzywojennego i dekadę gierkowską; wydana przez wydawnictwo Officyna Liberałów
- 1983: Janusza Korwin-Mikkego do Stefana Bratkowskiego List Otwarty
- 1985: Jakich wyborów nie chcemy
- 1985: JK-M vs. NN – broszura zawierająca polemikę Janusza Korwin-Mikkego z anonimowym autorem
- 1985: My i wybory
- 1986: Liberum veto – zbiór dwóch esejów: tytułowy oraz Dylemat więźnia; wydany przez legalne Wydawnictwo Uniwersyteckie, pierwsza książka Janusza Korwin-Mikkego wydana w oficjalnym obiegu
- 1990: Ratujmy państwo! – zbiór felietonów z lat 1973–1990 publikowanych w różnych czasopismach, wydany przez Wydawnictwo Prawnicze w Warszawie (ISBN 83-219-0572-2)
- 1991: Nie tylko o Żydach – zbiór artykułów o sprawach narodowych z posłowiem Antoniego Zambrowskiego, wydany przez wydawnictwo Oficyna Liberałów w Warszawie
- 1991: Prowokacja? – zbiór felietonów z lat 1980–1990 wydany przez „Gazetę Handlową” w Poznaniu
- 1991: Vademecum ojca, – zbiór wskazówek dla młodych ojców na temat wychowywania dzieci napisana w formie krótkich i dowcipnych felietonów; wydany nakładem wydawnictwa Watra (ISBN 8322503459); autorem ilustracji do tej publikacji jest rysownik Szymon Kobyliński
- 1993: Rząd rżnie głupa! Czyli mowy sejmowe, – zbiór przemówień sejmowych wydany przez wydawnictwo Agencja Lucullus w Gdańsku; wyboru dokonał oraz dopisał komentarze i wstęp Zdzisław Kościelak
- 1994: Wizja parlamentu w nowej Konstytucji Rzeczypospolitej Polskiej
- 1995: Kara śmierci, – broszura z rozważaniami o karze zasadniczej wydana przez wydawnictwo Przedsiębiorstwo AGi w Poznaniu (ISBN 83-86741-01-5); w ramach serii „Współczesna Myśl Polityczna”
- 1995: U progu wolności, – zbiór felietonów z różnych czasopism z lat 1981–1995 wydany przez wydawnictwo Agencja Lucullus w Gdańsku (ISBN 83-901661-4-3); w wyborze i pod redakcją Zdzisława Kościelaka z posłowiem Stanisława Michalkiewicza
- 2000: Niebezpieczne ubezpieczenia – zbiór publikowanych i niepublikowanych tekstów o wpływie ubezpieczeń na rozwój społeczeństw wydany przez Wydawnictwo Dextra w Rzeszowie (ISBN 83-911760-2-9)
- 2001: Ekonomikka – zbiór felietonów na tematy ekonomiczne, wyboru dokonał Zdzisław Kościelak; wydany przez Wydawnictwo Dextra w Rzeszowie (ISBN 83-911760-7-X)
- 2001: Rok 2007 – zbiór fikcyjnych listów do przywódców światowych, które Janusz Korwin-Mikke napisałby po objęciu władzy w Polsce, wydany przez Wydawnictwo Dextra w Rzeszowie (ISBN 83-911760-6-1)
- 2002: Dekadencja – zbiór felietonów wydany przez Wydawnictwo Dextra w Rzeszowie (ISBN 83-915648-2-7)
- 2004: Naprawić Polskę, no problem – zbiór felietonów publikowanych na przestrzeni lat w polskiej prasie wydany przez wydawnictwo Fabryka Słów w Lublinie (ISBN 83-89011-44-1)
- 2004: Podatki, czyli rzecz o grabieży – rozprawa poświęcona systemowi podatkowemu wydana przez Wydawnictwo Dextra w Rzeszowie (ISBN 83-911760-5-3)
- 2007: Nerwy puściły, czyli kupa wariatów – zbiór felietonów z różnych czasopism, pogrupowanych tematycznie; wydany przez wydawnictwo Red Horse w Lublinie (ISBN 978-83-60504-18-5)
- 2007: Kto tu dymi? – zbiór felietonów z różnych czasopism, pogrupowanych tematycznie; wydany przez wydawnictwo Red Horse w Lublinie (ISBN 978-83-60504-37-6)
- 2007: Wolność do trzymania za mordę, – zbiór felietonów z różnych czasopism, pogrupowanych tematycznie; wydany przez wydawnictwo Red Horse w Lublinie (ISBN 978-83-60504-36-9)
- 2009: Rusofoby w odwrocie – zbiór komentarzy z bloga poświęcony polskiej polityce wschodniej; wydany przez wydawnictwo Red Horse w Lublinie (ISBN 978-83-60504-69-7)
- 2012: Świat według Korwina. Najlepsze teksty – zbiór felietonów zebranych przez Tomasza Sommera ukazujących się uprzednio na łamach „Najwyższego Czasu!”; wydany przez 3S Media w Warszawie (ISBN 978-83-61935-48-3)
- 2013: Historia według Korwina – zbór felietonów poświęconych historii Polski; wydany przez 3SMedia w Warszawie (ISBN 978-83-61935-29-2)
- 2016: Europa według Korwina – zbiór felietonów traktujących głównie o Unii Europejskiej, ukazujących się uprzednio na łamach „Najwyższego Czasu!”; wydany przez 3S Media w Warszawie (ISBN 978-83-61935-66-7)
- 2018: Polityka według Korwina – zbiór felietonów, których motywem przewodnim jest polityka; wydany przez 3SMedia w Warszawie (ISBN 978-83-61935-71-1)
- 2020: III RP, czyli teatr marionetek – zbiór felietonów; wydany przez B&T Press w Siemianowicach Śląskich (ISBN 978-83-958324-0-6)
- 2022: 250 pytań do Janusza Korwin-Mikkego – zbiór odpowiedzi na pytania najczęściej zadawane autorowi podczas wywiadów czy spotkań wyborczych; wydany przez wydawnictwo Fala Wolności w Warszawie (ISBN 978-83-962032-0-5)

Pisma o brydżu
- 1976: Brydż, Wydawnictwo „Watra”.
- 1980: Bez impasu. Elementy logiki i psychologii w brydżu, Młodzieżowa Agencja Wydawnicza, ISBN 83-203-0213-7.
- 1980: Brydż dla początkujących, Wydawnictwo „Watra”, ISBN 83-225-0005-X.
- 1986: Brydż sportowy, wydawnictwo Sport i Turystyka, ISBN 83-217-2535-X.
- 1987: Quizy brydżowe, Wydawnictwo „Watra”, ISBN 83-225-0170-6.
- 1993: Pewnego razu..., wydawnictwo Doris, ISBN 83-85761-03-9.

## Prace poświęcone Korwin-Mikkemu
- Tomasz Cukiernik, Cezary Zawalski, Korwin. Ojciec polskich wolnościowców, B&T Press, 2023, ISBN 978-83-9583242-0.